# Jánosháza
Jánosháza är en ort i Ungern.   Den ligger i provinsen Vas, i den västra delen av landet, 150 km väster om huvudstaden Budapest. Jánosháza ligger 148 meter över havet och antalet invånare är 2 754.
Terrängen runt Jánosháza är platt. Runt Jánosháza är det ganska glesbefolkat, med 31 invånare per kvadratkilometer. Närmaste större samhälle är Celldömölk, 15,3 km norr om Jánosháza. Trakten runt Jánosháza består till största delen av jordbruksmark.